# Cooperative Baptist Fellowship
De Cooperative Baptist Fellowship (CBF; Nederlands: Coöperatieve Broederschap van Baptisten) is een Amerikaans baptistisch kerkgenootschap. De CBF is een theologisch gematigde denominatie en een afsplitsing van de fundamentalistische Southern Baptist Convention. Het hoofdkantoor staat in Atlanta, Georgia.

## Geschiedenis
Tot aan de jaren 70 van de twintigste eeuw was de Southern Baptist Convention (SBC) een theologisch divers kerkgenootschap. Vanaf de jaren 70 maakte de ultraconservatieve krachten binnen de SBC zich druk over de in hun ogen toenemende liberalisering binnen de bestuurlijke organen van de Kerk en de seminaries. Dit leidde ertoe dat de fundamentalisten een strategie uiteenzetten om er voor te zorgen dat er telkens een ultraconservatief tot president van het kerkgenootschap werd gekozen. Deze strategie slaagde en leidde ertoe dat de SBC van een theologisch divers tot een fundamentalistisch kerkgenootschap verwordde. Gematigde en liberale elementen binnen de SBC begonnen steeds ontevredener te worden over de nieuw ingeslagen koers en in 1987  traden de liberalen uit de SBC en vormden de Alliance of Baptists (Alliantie van Baptisten). De gematigden bleven echter vooralsnog binnen de SBC in de hoop op betere tijden. Toen bleek dat er geen ruimte was voor het meer gematigde geluid binnen de SBC en de kerkleiding volgens de gematigden steeds meer afdwaalden van de baptistische grondslag traden in 1990 de gematigden uit de Kerk en belegden een vergadering in Atlanta, Georgia. Tijdens deze vergadering werd besloten tot de oprichting van de Cooperative Baptist Fellowship (CBF).

## Theologie
Na de oprichting van de CBF werd een lijst met de belangrijkste uitgangspunten opgesteld. Deze uitgangspunten zijn volledig in overeenstemming met de traditionele baptistische opvattingen:
- "Soul freedom", hetgeen inhoudt dat de gelovige zonder tussenkomst van een kerkelijke instantie God kan naderen; het priesterschap van alle gelovigen.
- De vrijheid en het recht van iedere christen om de Bijbel te interpreteren onder leiding van de Heilige Geest.
- Congregationalisme, iedere gemeente is een volwaardige kerk, kiest zijn eigen leiding en is zelf verantwoordelijk voor zijn eigen zaken.
- Vrijheid van godsdienst en een volledige scheiding van kerk en staat. Dit is een van de belangrijkste uitgangspunten van het baptisme. De CBF is aangesloten bij de Baptist Joint Committee for Religious Liberty (Gezamenlijk Comité van Baptisten voor Godsdienstvrijheid).

Leden van de CBF zijn het erover eens dat God Drie-enig is en Schepper is van hemel en aarde. Door de zonde is de mens vervreemd van God, maar zij kunnen verlost worden door Jezus Christus. De Heilige Geest laat zien dat de mens een zondaar is maar bekeerd de gelovige ook en is werkzaam binnen de Kerk. De CBF is ervan overtuigd dat christenen zich moeten houden aan het Grote Gebod van Christus om missie en zending te bedrijven om de mensen tot God te brengen. Kerken hebben naast een spirituele ook een sociale taak om de armen te helpen. De CBF verwerpt de gedachte dat de Bijbel de belangrijkste (en onfeilbare) openbaring van God is; voor de CBF is dat Christus.
Een van de redenen tot oprichting van de CBF was de weigering van de SBC om vrouwelijke pastors toe te laten. De CBF accepteert naast vrouwelijke predikanten ook vrouwelijke diakenen (die in de baptistische traditie zowel de taak van ouderling als diaken vervullen). Hoewel de CBF geen bindende verklaringen uitgeeft voor haar leden heeft de CBF zich uitgesproken voor het heteroseksuele huwelijk en seksuele onthouding voor niet-getrouwde gelovigen. Zo'n uitspraak is echter niet bindend voor de gemeenten die immers volledig zelfstandig zijn.
De CBF praktiseert een open communie met leden van de Alliance of Baptists.

## Lidmaatschap van internationale verbanden
De CBF is aangesloten bij de Baptists World Alliance.

## Communicatie
Zeven maal per jaar verschijnt de nieuwsbrief fellowship!. Een elektronische nieuwsbrief, Fellowship Weekly wordt iedere vrijdag verstuurd naar geregistreerde e-mailadressen. De Associated Baptist Press 1 is het persagentschap van de CBF.

## Verwijzing
1. ↑  http://www.thefellowship.info/images/about/cbf-constitution-bylaw.pdf